# Marina Yates del Principado

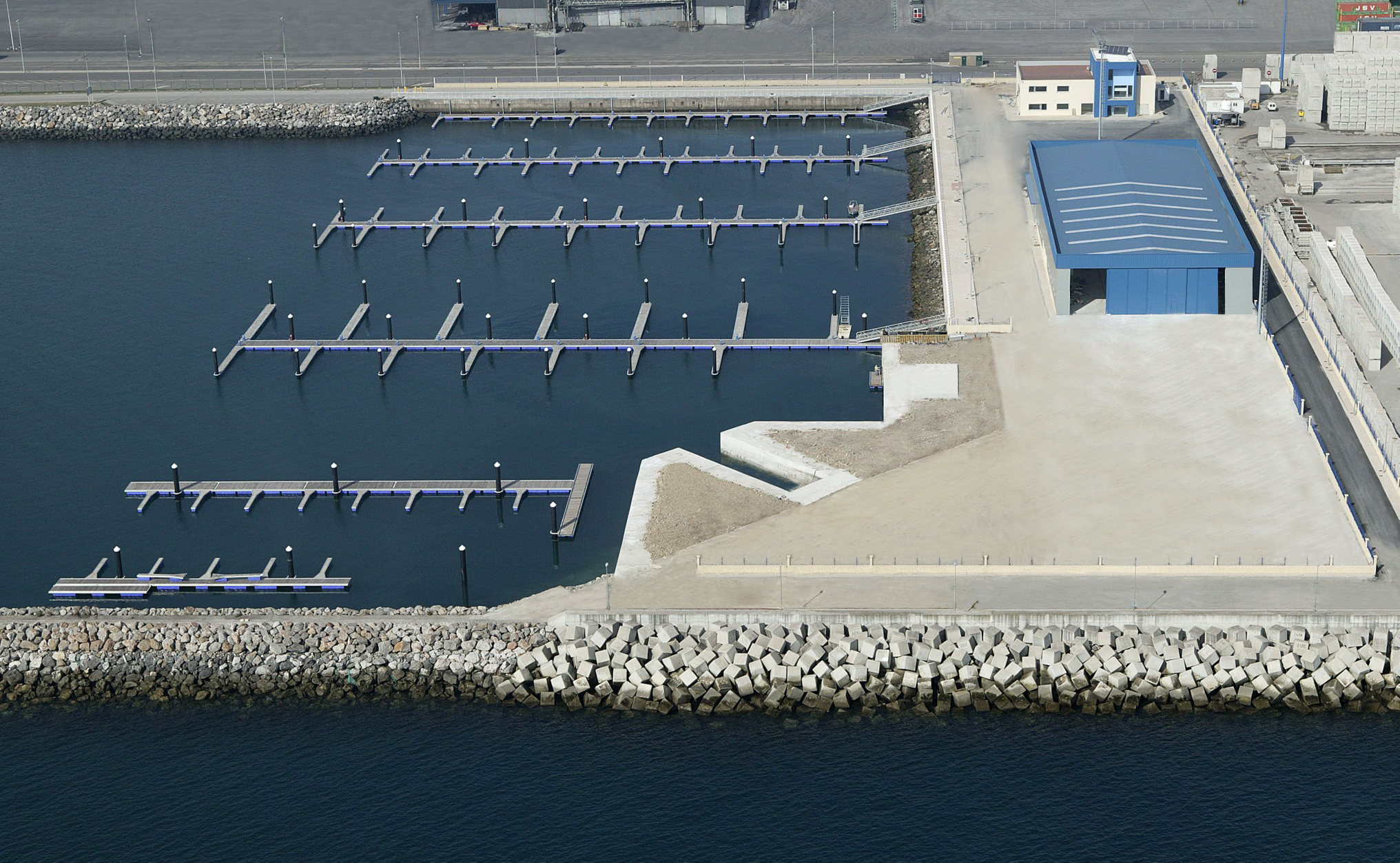
Vista de las instalaciones recién terminadas en 2008.

Marina Yates del Principado es un puerto deportivo situado en El Musel, en el municipio de Gijón (Asturias) España.

## Historia
Se inauguró en octubre de 2008.
En 2012 acogió a los participantes de la 43.ª edición de la regata en solitario de Le Figaro como puerto de llegada de la primera etapa y de salida de la segunda. 

## Instalaciones
Cuenta con 156 amarres en una dársena independiente del puerto comercial. Todos los amarres cuentan con una pasarela lateral, y cada amarre tiene contador individual de corriente eléctrica y de agua.
El edificio de servicios incluye oficinas de administración y del capitán de puerto, vestuarios, WC, duchas, cafetería Snack-Bar, sala de televisión, sala de reuniones y terraza solárium. Tiene un aparcamiento vigilado para 150 plazas.
Ofrece surtidor de combustibles (gasolina súper y gasóleo), grúa pórtico Travel-Lift 64 Tn., Toro para embarcaciones de 5 Tn., y una nave para el invernaje y reparación de embarcaciones